# Danyiil Leonyidovics Andrejev
Danyiil Leonyidovics Andrejev (oroszul: Дании́л Леони́дович Андре́ев kiejtéseⓘ; Berlin, 1906. november 2. – Moszkva, 1959. március 30.) orosz író, költő és keresztény misztikus.

## Élete
Leonyid Nyikolajevics Andrejev (1871–1919) orosz drámaíró fiaként látta meg a napvilágot a kis Danyiil, keresztapja – az atyai jóbarát – Makszim Gorkij (1868–1936) volt. Édesanyja, Alekszandra Mihajlovna (szül. Veligorszkaja) Andrejeva (Tarasz Sevcsenko rokona) röviddel születése után elhunyt és apja Alekszandra lánytestvérére Jelizaveta Mihajlovna Dobrova gondjaira bízta a csecsemőt és nevelését. Amikor Leonyid az 1917-es októberi orosz forradalom elől decemberben az újonnan függetlenné vált Finnországba emigrált, gyermekét hátrahagyta.
Danyiil mélyen vallásos közegben nőtt fel. Írói hajlama már gyermekkorában megnyilvánult versek és prózai művek formájában. Középiskolát végzett, de egyetemre nem iratkozhatott be, mert nem volt proletár származású. Rajzolásból tartotta el magát, szabadidejében pedig továbbra is írt.
1942-ben behívót kapott a Vörös Hadseregbe. Nem-harcoló alakulathoz osztották be és Leningrád ostroma (1941–1944) alatt a Ladoga-tavon keresztüli utánpótlás szállításában segédkezett. Szolgálataiért megkapta a Leningrád Védelméért emlékérmet.
A második világháború után visszatért Moszkvába és a civil életbe. 1945. november 4-én házasságot kötött Alla Alekszandrovna Ivaseva-Muszatovával (1915–2005), akit már 1937 márciusa óta ismert. A Moszkvai Hírközlési Múzeumban kezdett el dolgozni grafikus tervezőként.
1947 elején az Éjszaka vándora című novelláján dolgozott és egy trilógia megírását tervezte Mennyei Kreml címmel, melyben Danyiil frontélményeit akarta megírni. 1947. április 21-én, egy feljelentés nyomán, letartóztatták. Az indok az Idegenek az éjszakában című novellája volt. 25 év börtönre ítélték szovjetellenes agitáció és Sztálin megölése szándékának koholt vádjai alapján. Feleségét, közeli barátait és számos rokonát is letartóztatták és hozzá hasonlóan kényszermunkatáborra ítélték. 1954-ben szívrohamot kapott a börtönben, mely már előrevetítette későbbi halála valószínűsíthető okát. Ugyanebben az évben mérsékelték a büntetését 10 évre.
Danyiil 1957-ig volt bebörtönözve a vlagyimiri fegyházban, mely idő alatt misztikus élményei voltak és ezek alapján elkezdte írni a Roza Mira (A Világ Rózsája) című főművét, melyet szabadulása után fejezett be. Szamizdat kiadványként terjedt, míg 1991-ben hivatalosan is kiadható lett.
1957. április 22-én már halálos betegen engedték szabadon. 1957. július 11-én hivatalosan is rehabilitálták.

## Főműve
A Roza Mira egy misztikus értekezés, mely részletes leírását tartalmazza a Földet körülvevő spirituális valóságnak. E valóságot úgy mutatja be, mint aminek két – térben és időben egymás mellett létező – rétege van: egy emelkedő, Istenhez vezető és egy leszálló, Lucifer gonosz erői által teremtett. Andrejev szerint a Világegyetemet Isten által teremtett szellemi lények, a monádok hozták létre. Minden monád Istenhez hasonló és határtalan szabadsággal és teremtőerővel bír. Különbséget tesz továbbá Isten által teremtett és Isten szülte monádok között, melyek közül az utóbbiak vannak kevesebben, de hatalmasabbak és a világ vezető szellemi lényei. Andrejev értelmezése szerint Lucifer istenszülött monád, aki visszautasította Istent és a gonosz első képviselőjévé vált. Könyvében azt is kijelenti, hogy a Jó és a Rossz közötti örök rivalizálás nem csak az emberi sorsokban tükröződik, hanem egész népek történelmében is. Andrejev nézőpontja szerint a világvallások nem teljesek, mivel csak Isten különböző aspektusait jelenítik meg. Ugyanakkor egyik vallás sem hamis, csak a kereszténység az, amely a legközelebb van az igazsághoz.

## Fordítás
- Ez a szócikk részben vagy egészben  a   Daniil Andreyev című angol Wikipédia-szócikk fordításán alapul.  Az eredeti cikk szerkesztőit annak laptörténete sorolja fel. Ez a jelzés csupán a megfogalmazás eredetét és a szerzői jogokat jelzi, nem szolgál a cikkben szereplő információk forrásmegjelöléseként.